# Embelia longifolia
Embelia longifolia là một loài thực vật có hoa trong họ Anh thảo. Loài này được (Benth.) Hemsl. mô tả khoa học đầu tiên năm 1890.